# سفارت ایالات متحده آمریکا در پاریس
سفارت ایالات متحده آمریکا در پاریس (به فرانسوی: Ambassade des États-Unis en France) یک منطقهٔ مسکونی و نمایندگی سیاسی ایالات متحده آمریکا در فرانسه است که در پاریس واقع شده‌است.